# Cladomelea
Cladomelea es un género de arañas araneomorfas de la familia Araneidae. Se encuentra en  África subsahariana.

## Lista de especies
Según The World Spider Catalog 12.0:
- Cladomelea akermani Hewitt, 1923
- Cladomelea debeeri Roff & Dippenaar-Schoeman, 2004
- Cladomelea longipes (O. Pickard-Cambridge, 1877)
- Cladomelea ornata Hirst, 1907